# Wspólnota administracyjna Schöllnach
Wspólnota administracyjna Schöllnach – wspólnota administracyjna (niem. Verwaltungsgemeinschaft) w Niemczech, w kraju związkowym Bawaria, w rejencji Dolna Bawaria, w regionie Donau-Wald, w powiecie Deggendorf. Siedziba wspólnoty znajduje się w miejscowości Schöllnach.
Wspólnota administracyjna zrzesza jedną gminę targową (Markt) oraz jedną gminę (Gemeinde):
- Außernzell, 1408 mieszkańców, 24,13 km²
- Schöllnach, gmina targowa, 4958 mieszkańców, 39,93 km²